# Affluente

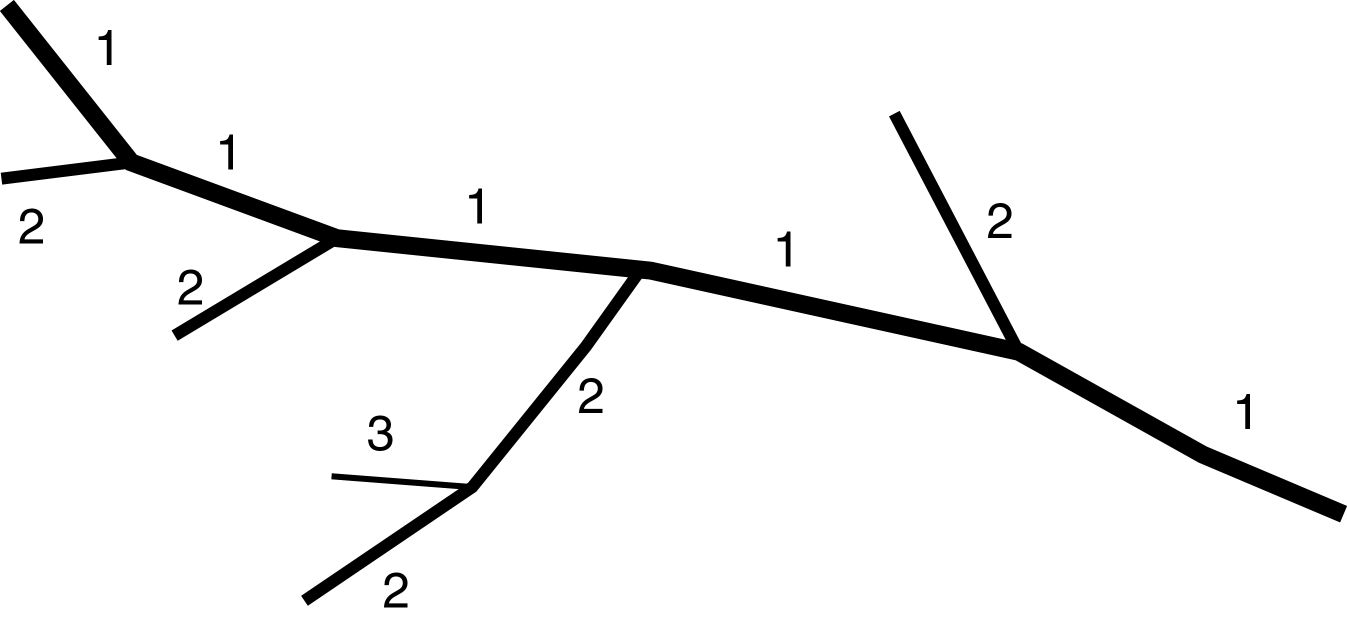
Lo schema del classico grafo ad albero usato per descrivere la gerarchia tra un fiume (ordine 1) e i suoi affluenti e sub-affluenti.

In idrografia un affluente (o tributario) è un corso d'acqua naturale che versa le sue acque in un altro maggiore. I canali artificiali vengono solitamente esclusi dalla lista degli affluenti di un fiume. Il luogo dove due o più corsi d'acqua si incontrano unendo le loro acque viene detto confluenza. I termini affluente e confluenza si applicano anche, per estensione,  ai ghiacciai.

## Descrizione

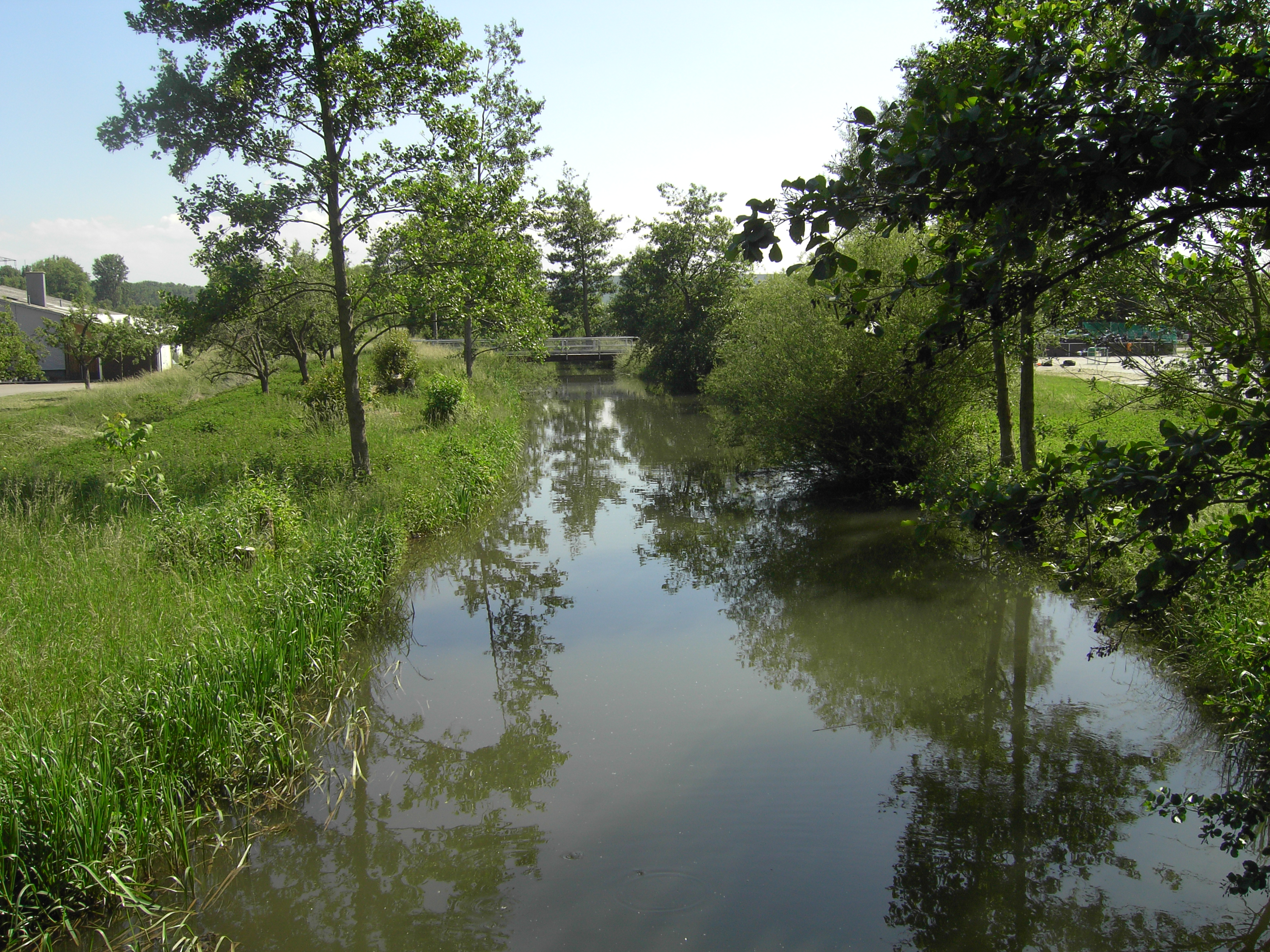
Un affluente del fiume Pfinz tedesco.

I termini descrittivi affluente destro e affluente sinistro si applicano sempre dalla prospettiva di chi osserva il fiume con le spalle alla sua origine, guardando nella direzione della corrente, allo stesso modo della denominazione delle rive (al proposito si usano i termini destra idrografica e sinistra idrografica).
L'opposto di affluente è effluente (o distributario), un corso d'acqua (naturale o artificiale) che si allontana dal fiume principale scaricando parte della sua portata. Un corso d'acqua che alimenta un lago viene invece in genere detto immissario, uno che ne esce emissario.
In molti casi alla confluenza è chiaro quale corso d'acqua sia il fiume principale e quale l'affluente, in quanto uno dei due è molto più lungo e ha una portata maggiore. Esistono tuttavia altri casi in cui viene considerato fiume principale un corso d'acqua di lunghezza o portata inferiore del corso d'acqua considerato affluente; è il caso, ad esempio, della confluenza fra Po e Tanaro (il Tanaro, considerato affluente, è più lungo, al punto di confluenza, del Po nel quale si getta), della confluenza fra i fiumi Ob' e Irtyš in Siberia (il fiume Irtyš, considerato affluente, è più lungo dell'Ob' nel quale si getta) e della confluenza fra Volga e Kama nella Russia europea (la Kama, considerato affluente, è più lunga, al punto di confluenza, del Volga nel quale si getta).

## Gerarchizzazione
In orografia gli affluenti sono ordinati a partire da quelli più vicini alla sorgente del fiume al quale sono tributari a quelli più vicini alla foce. Utilizzando la teoria dei grafi si può esaminare la disposizione degli affluenti in gerarchie con elementi di primo, secondo, terzo ordine e così via. Il territorio che viene drenato da un fiume e dalla rete dei suoi affluenti di ogni ordine costituisce un bacino idrografico.